# جاكلين أناستاسيو
جاكلين أناستاسيو مواليد 9 نوفمبر 1987، هي لاعبة كرة يد برازيلية تلعب كظهير أيسر. مثلت منتخب البرازيل لكرة اليد للسيدات. حققت المركز الأول في دورة الألعاب الأمريكية 2015.

## الإنجازات
- بطولة بان أميركان لكرة اليد للسيدات:
  - الفوز: 2015

## روابط خارجية
- جاكلين أناستاسيو على موقع الاتحاد الأوروبي لكرة اليد (الإنجليزية)
- جاكلين أناستاسيو على موقع أوليمبيديا (الإنجليزية)